# Alectoris philbyi
La pernice di Philby o coturnice di Philby (Alectoris philby Lowe, 1934) è un uccello appartenente alla famiglia Phasianidae.

## Descrizione
Anche se di aspetto simile alle altre specie di Alectoris, la pernice di Philby si distingue poiché ha la guance e la gola nere; può raggiungere i 33 centimetri.. Anche se non è attualmente elencato come specie in via di estinzione, la distruzione del habitat nelle zone tribali dello Yemen del Nord ha portato molti a preoccuparsi per la sopravvivenza di questa specie.

## Distribuzione e habitat
Specie autoctona dello Yemen settentrionale e del sud-ovest dell'Arabia e che generalmente vive sopra i 2.500m d'altitudine.